# 多祥镇
多祥镇，是中华人民共和国湖北省天门市下辖的一个乡镇级行政单位。

## 行政区划
多祥镇下辖以下地区：
多祥社区、郭湾社区、鲁台社区、仙北社区、梅湾社区、九湖沟村、板桥村、陈湾村、东号字村、刘三家村、达州村、赵家庄村、东州村、广荣村、老西湾村、中和村、曾咀村、肖月村、多祥村、孙岭村、严垸村、郭台村、张刘村、刘河村、郭州村、陈州村、九屋台村、六门路村、下刘河村、谢家湾村、谢湾村、六林口村和窑湾村。